# 奧克里克鎮區 (內布拉斯加州桑德斯縣)
奧克里克鎮區（英語：Oak Creek Township）是位於美國內布拉斯加州桑德斯縣的一個行政鎮區。

## 地方資料
奧克里克鎮區的面積為93.55平方千米，當中陸地面積為93.49平方千米，而水域面積為0.06平方千米。根據2020年美國人口普查的數據，當地共有人口932人，而人口密度為每平方千米9.96人。